# Sękowa (gmina)
Pour la localité, voir Sękowa.
Sękowa est une gmina rurale du powiat de Gorlice, Petite-Pologne, dans le sud de la Pologne, à la frontière avec la Slovaquie. Son siège est le village de Sękowa, qui se situe environ 7 km au sud-est de Gorlice et 105 km au sud-est de la capitale régionale Cracovie.
La gmina couvre une superficie de 194,75 km2 pour une population de 4 777 habitants.

## Géographie
La gmina inclut les villages de Banica, Bartne, Bodaki, Czarne, Jasionka, Krzywa, Lipna, Małastów, Męcina Mała, Męcina Wielka, Nieznajowa, Owczary, Pętna, Radocyna, Ropica Górna, Sękowa, Siary, Wapienne et Wołowiec.
La gmina borde la ville de Gorlice et les gminy de Dębowiec, Gorlice, Krempna, Lipinki, Osiek Jasielski et Uście Gorlickie. Elle est également frontalière de la Slovaquie.